# 托馬斯·彼得斯
托馬斯·彼得斯（Thomas Pieters，1972年1月27日—）是比利時的一位職業高爾夫球手，現在參加高爾夫歐巡賽的比賽。彼得斯出生在比利時城市赫爾，自5歲時就開始打高爾夫球。

## 外部連結
- 官方网站
- 托馬斯·彼得斯在男子高爾夫世界排名的官方網站